# Rio Hârboca
O Rio Hârboca é um rio da Romênia, afluente do Câlnău, localizado no distrito de Buzău.